# Phragmonemataceae
Phragmonemataceae, porodica crvenih algi u redu Stylonematales (nekada u redu Porphyridiales). Postoje dvije priznate vrste u dva roda.

## Rodovi
1. Kneuckeria Schmidle
2. Phragmonema Zopf